# Stephen Hales
Stephen Hales (n. 17 septembrie 1677, Bekesbourne⁠(d), Bekesbourne-with-Patrixbourne⁠(d), Anglia, Regatul Unit – d. 4 ianuarie 1761, Greater London, Anglia, Regatul Marii Britanii) a fost un preot, medic, chimist și inventator englez. El a adus contribuții majore într-o serie de domenii științifice, inclusiv botanică, chimie pneumatică și fiziologie. A fost prima persoană care a măsurat presiunea arterială. De asemenea, a inventat mai multe dispozitive, printre care un ventilator, o chiuvetă pneumatică și o pensă chirurgicală pentru îndepărtarea pietrelor la vezica urinară. În plus față de aceste realizări, a fost filantrop și a scris o lucrare populară despre intemperanța alcoolică.

## Legături externe
- Stephen Hales (1727) Vegetable staticks Arhivat în 1 februarie 2019, la Wayback Machine. - digital facsimile from the Linda Hall Library